# Jacob van der Lamen
Jacob van der Lamen (Antwerpen, gedoopt op 15 november 1584 - Amsterdam, voor 31 december 1626) was een Zuid-Nederlandse schilder en kunsthandelaar.
Hij was de zoon van Gerard van der Laemen en Martine van Erpst en had twee zussen, Anna en Maria.
Hij leerde het schildersvak van Hendrik Leunis. In 1605 trouwde hij met Anna Dirckx, de zus van Jacques Lemmens, met wie hij verschillende kinderen kreeg, onder wie Christoffel van der Lamen, eveneens een bekend schilder. In 1604 werd Jacob meester in het Antwerpse Sint-Lucasgilde. Hij was tot 1608 in Antwerpen werkzaam. Daarna verhuisde hij naar Amsterdam, waar hij op 30 september 1608 werd vermeld als kunsthandelaar in de Nes. Na een korte periode keerde hij terug naar Antwerpen, waar hij in 1610/11 toestemming kreeg van het gilde om schilderijen op de Meir te verkopen. Hij bleef tot 1616 in Antwerpen. Vervolgens verhuisde Jacob naar Brussel, waar hij op 10 maart 1616 werd geregistreerd als meester van het gilde. In 1621 vertrok hij opnieuw naar Amsterdam, waar hij tot zijn dood werkzaam bleef.
Jacob schilderde landschappen en werkte voornamelijk met olieverf. Hij was ook leraar van verschillende leerlingen, onder wie zijn zoon Christoffel, zijn zwager Jacques Lemmens en Gillis van den Broecke.
Hij is ook bekend onder verschillende naamvarianten zoals Laenen, Lanen en Laen.
- Biografisch Portaal: 35097226
- RKD-Nederlands Instituut voor Kunstgeschiedenis: 47331
- Système universitaire de documentation: 237018128
- Union List of Artist Names: 500024482
- Virtual International Authority File: 95832375